# 蘇聯海軍航空兵
苏联海军航空兵 （AV-MF，羅馬化：Aviatsiya voyenno-morskogo flota，字面上即"軍事海上艦隊的航空部隊"），屬於苏联海军。

## 起源
俄羅斯的第一个海军航空单位成立于西元1912年至1914年，隸屬波罗的海舰队和黑海舰队。在 第一次世界大战，水上飛機被用于在黑海以侦察机角色使用，對敵方沿海目標和港口等軍事设施進行轟炸，同時也用於攻擊敵方的潜艇、和停放在機場的飞机。

## 俄國內戰和两次世界大战期间
苏联正規的海軍航空单位创建于西元1918年。他们曾参加過俄國內戰，在聖彼得堡與海上艦艇和陸上單位協同作戰，也能在波罗的海、黑海、 伏尔加河、 卡马河、北德维纳河和奥涅加湖等地看到他們作戰的身影。這個新生的蘇聯部隊在草創時期僅有76架过时的水上飞机。由於在使用上有諸多問題，他們主要的任務還是補給船隻和軍隊。
在西元1920年代下半，蘇聯海军航空兵的實力開始增长。它接收了新的水上偵察飞机、轰炸机和战斗机。西元1930年代中葉，苏联為波罗的海舰队、黑海舰队和苏联太平洋舰队建立各自的海軍航空部隊。西元1938年到1940年，蘇聯海軍航空部隊有了大幅的增长，並成为蘇聯海軍一個重要的軍事實力和部隊。 與此同時，苏联開始組建海軍航空部隊的鱼雷和轟炸部隊。在德蘇戰爭爆發初期，蘇聯的海軍艦隊（除了太平洋舰队）總共擁有1445架的各類飞机。

## 第二次世界大战
海上航空部隊 （俄语：Морская Авиация，羅馬化轉寫：Morskaya Aviatsiya）為第二次世界大战蘇聯海軍的空中部隊。為處於巴伦支海、波罗的海、黑海和鄂霍次克海的蘇聯海軍提供空中支援。
蘇聯海军航空部隊管理海軍所有陆基、艦基（包含使用水彈射器的水上飛機）和海岸的飞机和飛行艇，並在紅軍的登陸作戰提供空中支援。二戰時期，蘇聯海军航空兵曾為同盟國租借法案北極運輸船團進行空中掩護，該船團攜帶了來自英美的軍事裝備和民生物資。
特別是西元1941年6月到10月，蘇聯海軍航空兵被部署在敖德薩，參與克里米亞和黑海的軍事行動，並在衝突的最後階段對歐洲和太平洋戰線。
二次大戰期间，蘇聯海军航空兵的人員損失相當巨大，甚至比任何蘇聯海軍部隊高出兩倍多。共十七个海军航空兵人員被授予俄羅斯卫士的榮譽、241名被授予苏联英雄勳章（其中有五名飞行员受勳過該獎項两次）。

## 冷战
為了長距離攻击水面舰艇，苏联海军部署了大量轟炸機於海軍航空兵。基辅級航空母艦在西元1970年代後期投入服役，最多可搭載30架戰機，其中包含可垂直升降的雅克-38战斗机。隨著基輔級的退役，繼起的航空母艦為库兹涅佐夫元帥級航空母艦，可搭載更多常規戰鬥機，例如 苏-33"侧卫-D"戰鬥機和米格-29"支点"戰鬥機。而陸基的飛機有：图波列夫 Tu-16"獾"轟炸機和Tu-22M"逆火"戰略轟炸機，他們都可以配備高速反舰导弹。目前主要的功用為，如果和北約等西方國家開戰時，由它們來攔截，從北美前往歐洲的補給護衛船團。

### 軍事實力
西元1990年數據：
艦載機：
80架打擊機
80架雅克-38戰鬥機
219架海軍直升機
113架Ka-25直升機
106架卡-27直升機
陸基：
140架轰炸机
125架Tu-16轟炸機
15架Tu-22轟炸機
195架攻击机
95架Su-17攻擊機
100架Su-24戰鬥轟炸機
180架反潜機
50架Tu-142
40架伊尔-38
65架侦察機

50架Tu-16R偵察機
15架安东诺夫 An-12
45架電战机
10架Tu-22轟炸機
20架Tu-95轟炸機
15架Su-24MP戰鬥轟炸機
90架水上飞机
90架Be-12飛艇
118架反潛直升机
118架Mi-14直升機
40架空中加油機
Tu-16N和Z型

## 外部連結
- http://www.ww2.dk/new/navy/aviation%20divisions.htm （页面存档备份，存于） - Naval aviation divisions
- https://web.archive.org/web/20101128053719/http://orbat.com/site/history/historical/russia/navalaviation.html - Naval aviation order of battle